# Каштанова (станція швидкісного трамвая)
50°30′23.1″ пн. ш. 30°35′0.7″ сх. д. / 50.506417° пн. ш. 30.583528° сх. д.
«Кашта́нова» — станція Лівобережної лінії Київського швидкісного трамвая, розташована між станціями «Рональда Рейгана» і «Романа Шухевича». Відкрита 26 травня 2000 року. Названа за однойменною вулицею. 1 січня 2009 року закрита на реконструкцію. Знову відкрита 24 жовтня 2012 року.
На місці станції в майбутньому планується побудувати станцію «Вулиця Каштанова» Лівобережної лінії Київського метрополітену.

## Галерея

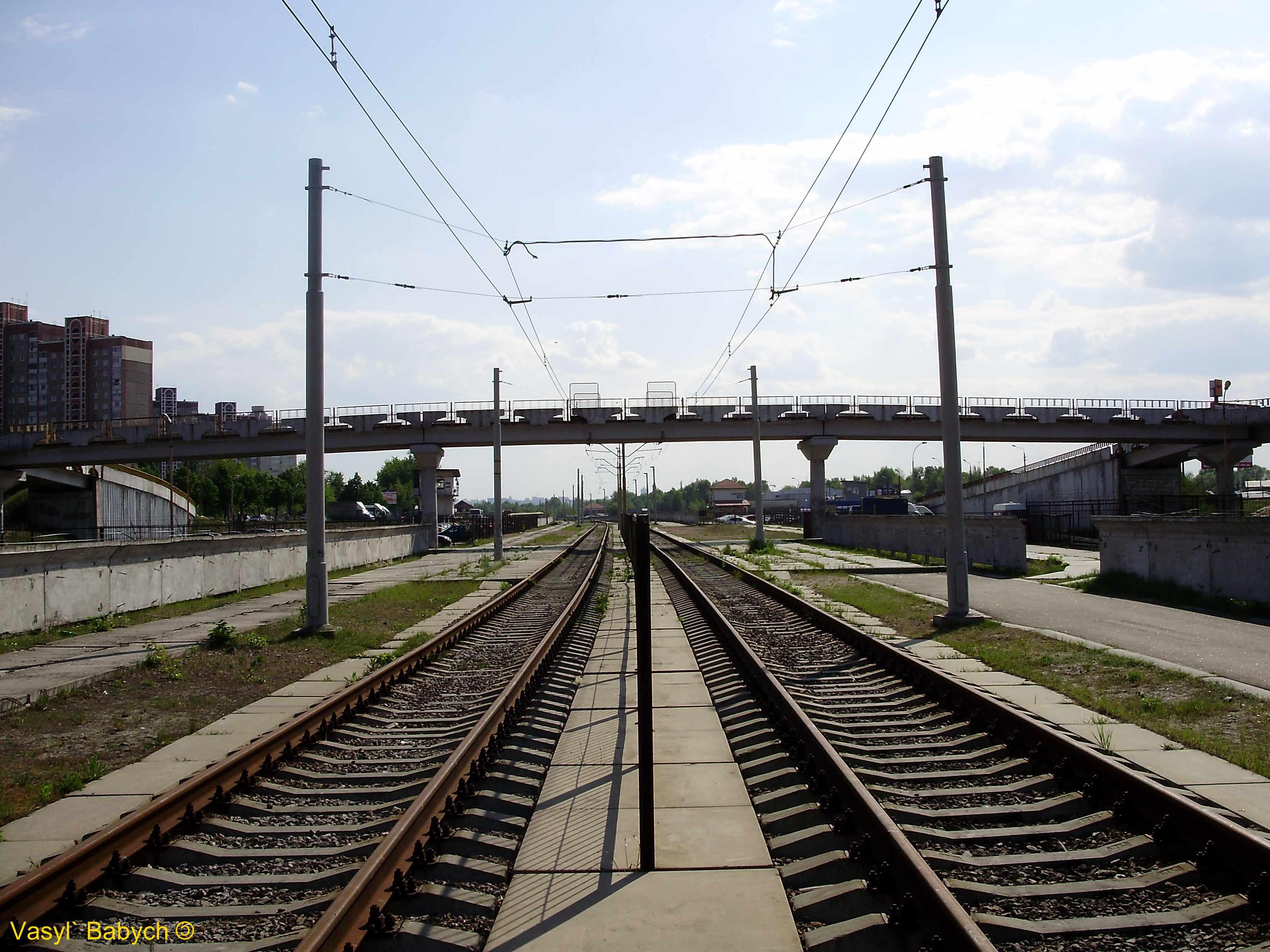
Станція «Каштанова» до реконструкції